# Mesomyia monticola
Mesomyia monticola är en tvåvingeart som först beskrevs av Sheffield Airey Neave 1915.  Mesomyia monticola ingår i släktet Mesomyia och familjen bromsar.
Artens utbredningsområde är Malawi. Inga underarter finns listade i Catalogue of Life.